# Nathan Vasher
Nathaniel deWayne Vasher (født 17. november 1981 i Wichita Falls, Texas, USA) er en tidligere amerikansk football-spiller, der spillede syv sæsoner som cornerback i NFL. Han spillede seks sæsoner for Chicago Bears og én for Detroit Lions.
Vasher blev i 2005 udtaget til NFL's All-Star kamp, Pro Bowl.

## Klubber
- 2004-2009: Chicago Bears
- 2010: Detroit Lions